# Cyrille Verbrugge
Cyrille Verbrugge (Belgium, Hainaut, Mouscron, 1866. november 6. – Belgium, Antwerpen, 1929.) kétszeres olimpiai bajnok belga vívómester.
A második nyári olimpián, az 1900. évi nyári olimpiai játékokon, Párizsban indult vívásban, egy versenyszámban: egyéni tőrvívásban, ami vívómestereknek volt kiírva. A 15. helyen végzett.
Legközelebb csak 1906. évi nyári olimpiai játékokon, Athénban indult, amit később nem hivatalos olimpiává nyilvánított a Nemzetközi Olimpiai Bizottság. Ezen az olimpián két vívószámban indult: párbajtőrvívásban és kardvívásban. Mind a kettőn csak vívómesterek indulhattak és mindkét versenyt megnyerte.
Klubcsapata a Fédération Belge de maître d’Armes volt.